# Колонфе
Колонфе (фр. Colonfay) насеље је и општина у североисточној Француској у региону Пикардија, у департману Ен (Пикардија) која припада префектури Вервен.
По подацима из 2011. године у општини је живело 76 становника, а густина насељености је износила 23,1 становника/km². Општина се простире на површини од 3,29 km². Налази се на средњој надморској висини од 169 метара (максималној 162 m, а минималној 135 m).

## Демографија
| 1962. | 1968. | 1975. | 1982. | 1990. | 1999. | 2011. |
| ----- | ----- | ----- | ----- | ----- | ----- | ----- |
| 90    | 96    | 77    | 72    | 86    | 95    | 76    |

График промене броја становника у току последњих година